# 127e régiment d'infanterie territoriale
Le 127e régiment d'infanterie territoriale est un régiment d'infanterie de l'armée de terre française qui a participé à la Première Guerre mondiale.

## Création et différentes dénominations
Le régiment reçoit son numéro par décret du 19 mars 1875. Il doit être formé à Carcassonne en cas de mobilisation.

## Drapeau
Il porte, cousues en lettres d'or dans ses plis, les inscriptions suivantes :
- Maroc 1914-1918

## Sources et bibliographie
- Historique du 127e régiment territorial d'infanterie, Mulhouse, A. Herbelin, 1921, 40 p., lire en ligne sur Gallica.